# Upplands runinskrifter 1017
U 1017 är ett vikingatida runstensfragment av rödgrå granit i Fjuckby, Ärentuna socken och Uppsala kommun. 
Runstensfragment i granit är 0,35 m hög, 0,85 m bred och 0,24 m tjock. Runhöjd är 6,5 cm.
Stenen står utanför Ärentuna kyrka norr om Uppsala. 

## Inskriften
Translitterering av runraden:
[fastulfr · lit · rita · stin · iftiʀ · hulf]ast [runiriþ lit · iftiʀ · osihik · faþur sin uk · bru · kra] al a(s)[li]ks --
Normalisering till runsvenska:
Fastulfʀ let retta stæin æftiʀ Holmfast, ʀunfriðr(?) let æftiʀ Aslæik(?), faður sinn, ok bro gæra al Aslæiks(?) ...
Översättning till nusvenska:
Fastulv lät resa stenen till minne av Holmfast. Runfrid(?) lät [resa] efter Aslek(?), sin fader, och göra bro al asliks -- (?).